# Козлов, Сергей Анатольевич
Сергей Анатольевич Козлов (род. 27 февраля 1961, Москва) — российский бизнесмен, президент спортивного клуба «Дина». В детстве и юношестве занимался в футбольных школах «Динамо» и Советского района (сейчас — «Чертаново»). Мастер спорта по мини-футболу.

## Биография
После службы в армии начал работать слесарем. Закончил МИНХ им. Г. В. Плеханова и по семейной традиции устроился на работу в банк. В конце 1980-х стал заместителем управляющего, а потом и руководителем банка. Впоследствии окончил Университет Марксизма-Ленинизма МГК КПСС и Санкт-Петербургский Университет МВД. В настоящее время продолжает работать в области банковского бизнеса.
Наибольшую известность Козлов получил как спортивный функционер. В 1989 году директор чертановской школы попросил своего воспитанника профинансировать сборную СССР по мини-футболу — именно тогда ФИФА взялся развивать этот вид спорта. Сборная отправилась на турнир в Италию, Козлов оплатил расходы на перелёт, проживание, питание и экипировку. Там же Козлову удалось сыграть за национальную команду.
В 1990 году Козлов выступил спонсором чемпионата СССР по мини-футболу, а 22 августа 1991 года создал собственный мини-футбольный клуб, который был назван по имени его супруги — «Дина». Эта команда быстро вышла на ведущие роли в России и Европе — девять раз становилась чемпионом России, семь раз выигрывала Кубок страны, трижды — турнир европейских чемпионов и один раз — Межконтинентальный кубок. Начиная с 1997 года Козлов был инициатором и главным организатором крупнейших мини-футбольных форумов, проведенных в Москве: двух Турниров Европейских Чемпионов, пяти розыгрышей Межконтинентального кубка и финального турнира Чемпионата Европы 2001.
Сергей Козлов дважды был генеральным менеджером сборной России. Первый раз он был руководителем команды в 1992 году, тогда вновь созданная национальная сборная с первой же попытки попала в число участников финального турнира чемпионата мира, который проходил в Гонконге.
В 1999 году Сергей Козлов решением Испокома РФС был вновь назначен генеральным менеджером сборной России по мини-футболу. Он произвел в ней кардинальную перестройку и на первый официальный чемпионат Европы поехала команда, полностью сформированная из персонала «Дины», при этом из 14 игроков 11 представляли московский клуб. Тогда в испанской Гранаде сборная России выиграла первенство Европы, победив в финале команду хозяев. Генеральным менеджером сборной Козлов оставался до окончания чемпионата Европы 2001 года (итоги: 4-е место на ЧМ-2000 в Гватемале и 3-е место на ЧЕ-2001 в Москве).
В 2011 году Сергей Козлов обратился к великой княгине Марии Владимировне Романовой с просьбой разрешить называть клуб «Дина» императорским.
В сезоне 2013/14 «Дина» после 14-летнего перерыва стала чемпионом России. В 2018 — из-за финансовых проблем снялась с розыгрыша чемпионата России и заявилась молодёжным составом на открытое первенство Москвы.